# 방라뭉군
방라뭉군(태국어: บางละมุง)은 태국 촌부리주의 남쪽에 있는 암프(군)이다.

## 역사
무앙 방 라뭉은 반 방 라뭉, 탐본 방 라뭉에 위치하고 있다. 정부는 방 라뭉을 암프로 절하시켰으며, 지역 군청은 클롱 낙 양에 자리를 잡고 있다. 이후 클롱 녹 양이 교통 상으로 이점이 없어짐에 따라 1909년 탐본 나 클루에아에 있는 해변 근처의 프라야 사타야 누쿤 (초엠)으로 이전하였다.
1952년 10월 21일, 군청은 태풍으로 완전히 파괴되었다. 정부는 임시 군청을 수쿰빗 로드에 있는 방 라뭉 학교에 재건하였다. 1953년에 정부는 신 청사 건물에 대한 예산을 확보하고 인근 지역에 학교로 건립하였으며, 아직도 그 건물이 사용되고 있다.

## 지리
북쪽에서 시계방향으로 인접 지역은 촌부리 주의 시라챠와 플루악 다엥, 니콤 파타나, 사타힙, 라용 주의 방 창과 타이만이다.

## 행정
| No. | 이름             | 태국어     | 인구    |
| --- | ---------------- | ---------- | ------- |
| 1.  | 방 라뭉          | บางละมุง    | 15,329  |
| 2.  | 농 프루에        | หนองปรือ    | 100,323 |
| 3.  | 농 플라 라이     | หนองปลาไหล | 12,024  |
| 4.  | 퐁               | โป่ง        | 7,000   |
| 5.  | 카오 마이 카에오 | เขาไม้แก้ว   | 5,057   |
| 6.  | 후아이 야이      | ห้วยใหญ่     | 21,365  |
| 7.  | 타키안 티아      | ตะเคียนเตี้ย  | 12,657  |
| 8.  | 나 클루에        | นาเกลือ     | 38,831  |